# Koprivnica, Krško
Koprivnica este o localitate din comuna Krško, Slovenia, cu o populație de 144 de locuitori.